# Быть лишним
«Быть лишним» (латыш. «Liekam būt») — художественный фильм режиссёра Алоиза Бренча. Снят по сценарию Андриса Колбергса — по мотивам одноимённой повести — на Рижской киностудии в 1976 году.

## Сюжет
Волдемар Витерс вышел на волю, отсидев семилетний срок. Первое время приходится жить вместе с сестрой и её мужем. Старая компания распалась. Тексис и Бомис по-прежнему промышляют преступным промыслом, но близкий друг Арнис и бывший компаньон Петак вернулись к нормальной жизни.
Находясь на распутье, Витерс всё больше склоняется к тому, чтобы забыть своё криминальное прошлое, жениться на Ирене и пойти учеником реставратора в столярную мастерскую, куда его рекомендовал участковый инспектор.
Тексис должен Витерсу деньги и предлагает ограбить ювелирный магазин. По его плану они проникнут в торговый зал через соседний подвал и Витерс легко откроет сейф, основной замок которого находится в ремонте.
Проломив стену и попав в магазин, преступники замешкались с сейфом, и на их след быстро вышла оперативная группа. Загнанный в угол на развалинах старого дома, Витерс не стал стрелять в инспектора, а пустил пулю себе в висок.

## В ролях
- Витаутас Томкус — Волдемар (Волдис) Янович Витерс (озвучил Владимир Сафронов)
- Волдемар Зандберг — Лео Александрс, капитан милиции, участковый инспектор (озвучил Рудольф Панков)
- Астрида Кайриша — Ирена Андава, возлюбленная Витерса, таксистка (озвучила Лариса Данилина)
- Харийс Лиепиньш — Тексис (озвучил Виктор Рождественский)
- Улдис Пуцитис — Петак (озвучил Артём Карапетян)
- Юрис Плявиньш — Бомис (озвучил Борис Быстров)
- Хелга Данцберга — Дагмара, сестра Витерса
- Улдис Думпис — Арнис (озвучил Владислав Ковальков)
- Эвалдс Валтерс — сторож на заводе шампанских вин
- Артур Калейс — дворник (озвучил Владимир Прохоров)
- Петерис Васараудзис — Александр Карлович, нумизмат (озвучил Вадим Захарченко)
- Александр (Сесика) Куприашвили — Гиви (озвучил Виктор Сергачёв)
- Григол Талаквадзе — почтальон (озвучил Юрий Чекулаев)

## Съёмочная группа
- Автор сценария: Андрис Колбергс
- Режиссёр-постановщик: Алоиз Бренч
- Оператор-постановщик: Рихард Пикс
- Композитор: Иварс Вигнерс
- Народные мелодии исполняет квартет дудукистов под управлением М. Адамашвили
- Художник-постановщик: Гунарс Балодис
- Главный консультант: генерал-майор милиции Анрийс Кавалиерис
- Консультант: полковник милиции Алоиз Блонский

## Фестивали и награды
1977 — X Всесоюзный кинофестиваль в Риге:
- Приз за лучшую режиссуру — Алоиз Бренч(«Быть лишним»);
- Приз за лучшую музыку — Иварс Вигнерс;
- Приз за лучшую мужскую роль — Витаутас Томкус.